# Солгон
Солго́н — село в Ужурском районе Красноярского края России. Административный центр Солгонского сельсовета.

## География
Село расположено в 50 км к северо-востоку от районного центра Ужур около горного хребта Солгонский кряж.
Село имеет 16 улиц: ул. Луговая, ул. Комсомольская, ул. Пионерская, ул. Октябрьская, ул. Зеленая, ул. Озерная, ул. Гагарина, ул. Гайдара, ул. Совхозная, ул. Ужурская, ул. Молодежная, ул. Главная, ул. Береговая, ул. Горшкова, ул. Заречная, ул. Харченко  и около 504 хозяйств.

## Экономика

### АО "Солгон"
АО «Солгон» расположенное в селе  заслуженно считается одним из  ведущих аграрных предприятий Красноярского края и Российской Федерации. Специализируется на производстве зерна, молока, разведении крупного рогатого скота, свиноводстве, производстве мясных и колбасных изделий, торговой деятельности в рамках сети «Провинция».
«Провинция Солгон» — первая фирменная торговая сеть магазинов АО «Солгон» в Красноярске. В ассортименте представлены хлеб, молочные продукты, мясо, колбасы, мясные полуфабрикаты и деликатесы собственного производства из собственного сырья растениеводческого и животноводческого хозяйств. Торговые точки работают в разных районах города Красноярска до 21:00.
Девиз торговой марки "Провинция Солгон" - "Здоровые продукты здоровых животных" и " Сохраняя традиции качества бережем здоровье людей". 
Адреса магазинов "Провинция Солгон" в г.Красноярске: 
- ул. Красной Армии, 7.
- ул. Копылова, 42.
- ул. Судостроительная, 90.
- пр. Красноярский рабочий, 97.
- ул. Шумяцкого, 4.
- ул. Молокова, 46.
- пр. Свободный проспект, 28.
- ул. Регатная, 4.
- ул.Академгородок, 66

## Достопримечательности с.Солгон

### Храм Святой Троицы
Солгонский Свято-Троицкий храм был построен в 1856 году, при нем имелась церковно-приходская школа и библиотека. В годы Советской власти — в 1932 году церковь была закрыта, храмовое здание разобрано. В 2000-х годах в Солгоне была возрождена православная община, приписанная к Петропавловскому храму города Ужура Ужурского района. В 2011 году стараниями благотворителя — ЗАО «Солгонское» — началось возведение храмового комплекса, включающего в себя здания храма, воскресной школы и другие постройки. В 2014 году состоялось великое освящение храма.

### Аллея Воинской Славы
В селе Солгон была открыта аллея воинской славы всех родов войск. Разноцветные воинские флаги на флагштоках с датами формирования тех или иных родов войск, уютные лавочки, где можно посидеть, скульптуры пулемета Максим и маленькой пушки сделали центр села еще краше.Открытие аллеи стало очередной вехой в патриотическом воспитании молодежи, которому в Солгоне уделяют особое внимание.

### Крытый ледовый каток
8 декабря 2016 года состоялось открытие очередного социально значимого объекта в селе Солгон. Крытый ледовый каток солгонцам подарило базовое хозяйство АО "Солгон".

## Население
| 2010 |
| ---- |
| 1345 |

Село Солгон было образовано на рубеже XVIII-XIX веков,первыми его жителями были татары. В настоящее время в селе преимущественно русское население.

## Интересные факты
- В селе Солгон с 2007 года не переводили время с зимнего на летнее. Причиной этого является массовый стресс у коров в результате перевода времени, что являлось причиной убытков[3].